# Hälleflinta

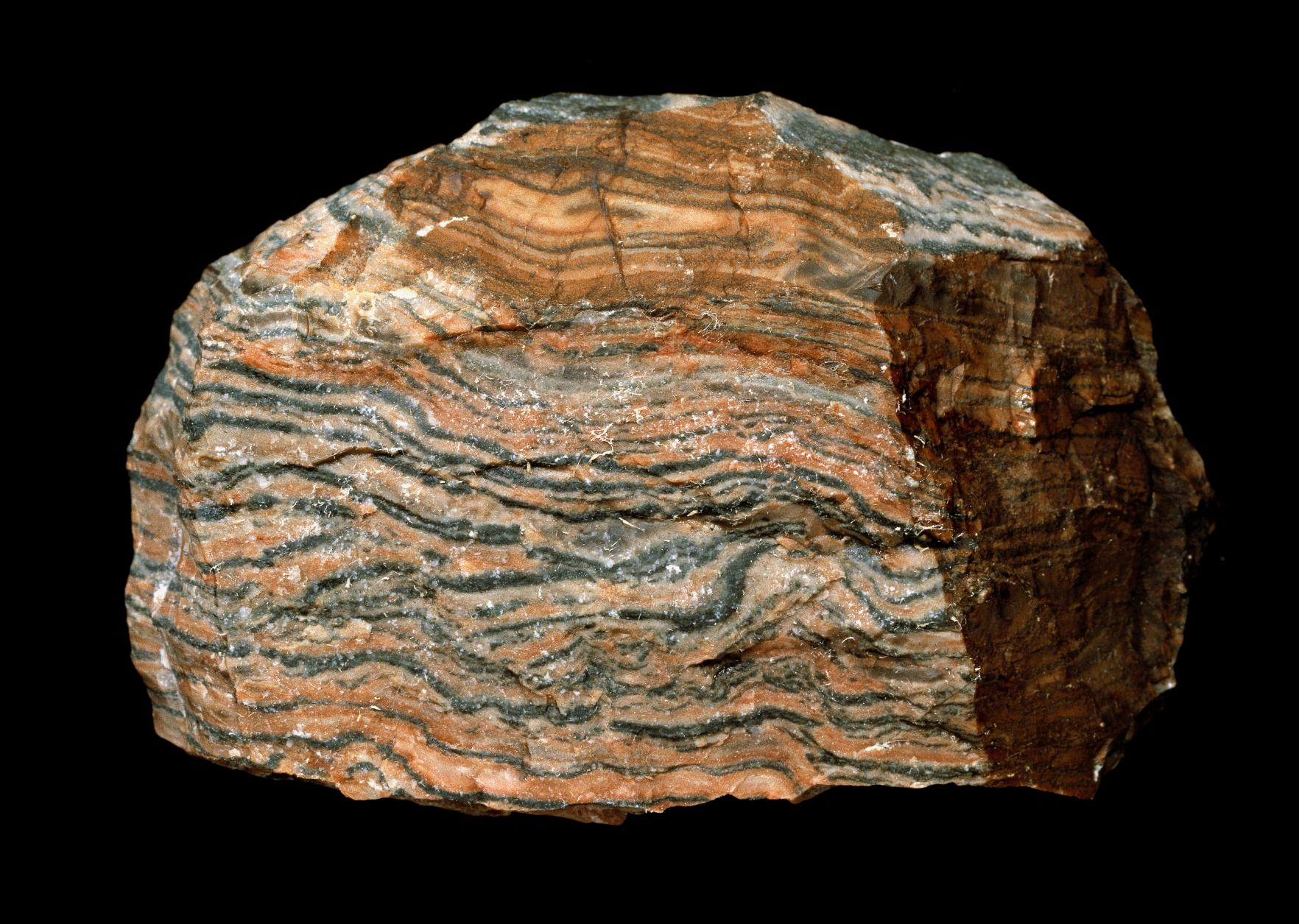
Hälleflinta

Hälleflinta ist die Bezeichnung für feinkörnige, häufig gestreifte oder gebänderte mäßig metamorph überprägte saure (rhyolithische) Vulkanite oder Pyroklaste (Metavulkanite, Metapyroklaste). Sie haben ein dichtes Gefüge. Der Name stammt aus dem Schwedischen und die Übersetzung Felsenflint deutet darauf, dass es bei Bruch wie bei Flint scharfe Splitter gibt. Die Bezeichnung ist regional hauptsächlich auf Skandinavien begrenzt. Die Gesteine sind typischerweise grau oder rötlich und bestehen aus feinkristallinem Quarz und Feldspat, seltener zusätzlich mit feinschuppigem hellem Glimmer, mit millimetergroßen Feldspat-Einsprenglingen aus dem ursprünglichen Vulkanit oder Fiammen (linsenförmige Fließstrukturen bei Pyroklasten). Metamorphe Mineralneubildungen sind häufig feinschuppige Schichtsilikate.
Sie lassen sich überwiegend der Grünschiefer-Fazies zuordnen, aber eine eindeutige Zuordnung zu einer metamorphen Fazies ist wie bei Leptiten nicht möglich.
Ähnlichen Ursprungs aber grobkörniger sind Leptite, ein heller Granulit aus Feldspat und Quarz (feinkörniger als Gneise). Sie sind manchmal foliert und in der Farbe hell, grau, gelblich-grau oder rötlich. Der Name kommt ebenfalls aus Schweden und ist regional auf Skandinavien begrenzt. Sie lassen sich oft leicht (bei fehlender Folierung und ohne Kenntnis der Einbettungsverhältnisse) mit feinkörnigen Magmatiten verwechseln, stammen aber aus sauren Vulkaniten.
Die Bezeichnung Hälleflinta und Leptit wurde 2005 von der IUGS Subkommission Systematik metamorpher Gesteine nicht zu den empfohlenen Bezeichnungen gezählt.